# Linda Chavez
Linda Chavez (17 de Junho de 1947, Albuquerque, Novo México) é uma proeminente autora, comentarista e radialista conservadora estadunidense, de origem hispânica por parte de pai (mexicano).